# مگدالنا مارتلو بلوچ
مگدالنا مارتلو بلوچ (انگلیسی: Magdalena Martullo-Blocher؛ زادهٔ ۱۳ اوت ۱۹۶۹) کارآفرین، سرمایه‌دار و سیاستمدار اهل سوئیس است.